# 貝弗里奇 (加利福尼亞州)
貝弗里奇（英語：Beveridge）是位於美國加利福尼亞州因約縣的一個非建制地區。該地的面積和人口皆未知。

## 地理
貝弗里奇的座標為36°42′16″N 117°54′54″W / 36.70444°N 117.91500°W，而該地的平均海拔高度為1703米（即5587英尺）。